# 坂本龍之介
坂本 龍之介（さかもと りゅうのすけ、1987年2月22日 - ）は、日本の俳優・モデル。大阪府豊中市出身。ネットラジオなどへの出演、スチール撮影などの活動をおこなっている。所属事務所はシンフォニア。

## 経歴
2015年　12月よりメンズユニットONNEBINE（穏便）結成。
2016年　4月ネットラジオ　ソラトニワにて「ONNEBINE BEAT」レギュラー出演。

## 人物
自分を変えたいと思い芸能活動を開始させる。
演技表現を学び、数々の舞台に出演。
現在は、主に俳優活動、ネットラジオのソラニワ「ONNEBINE BEAT」にレギュラー出演中。